# Референтная группа

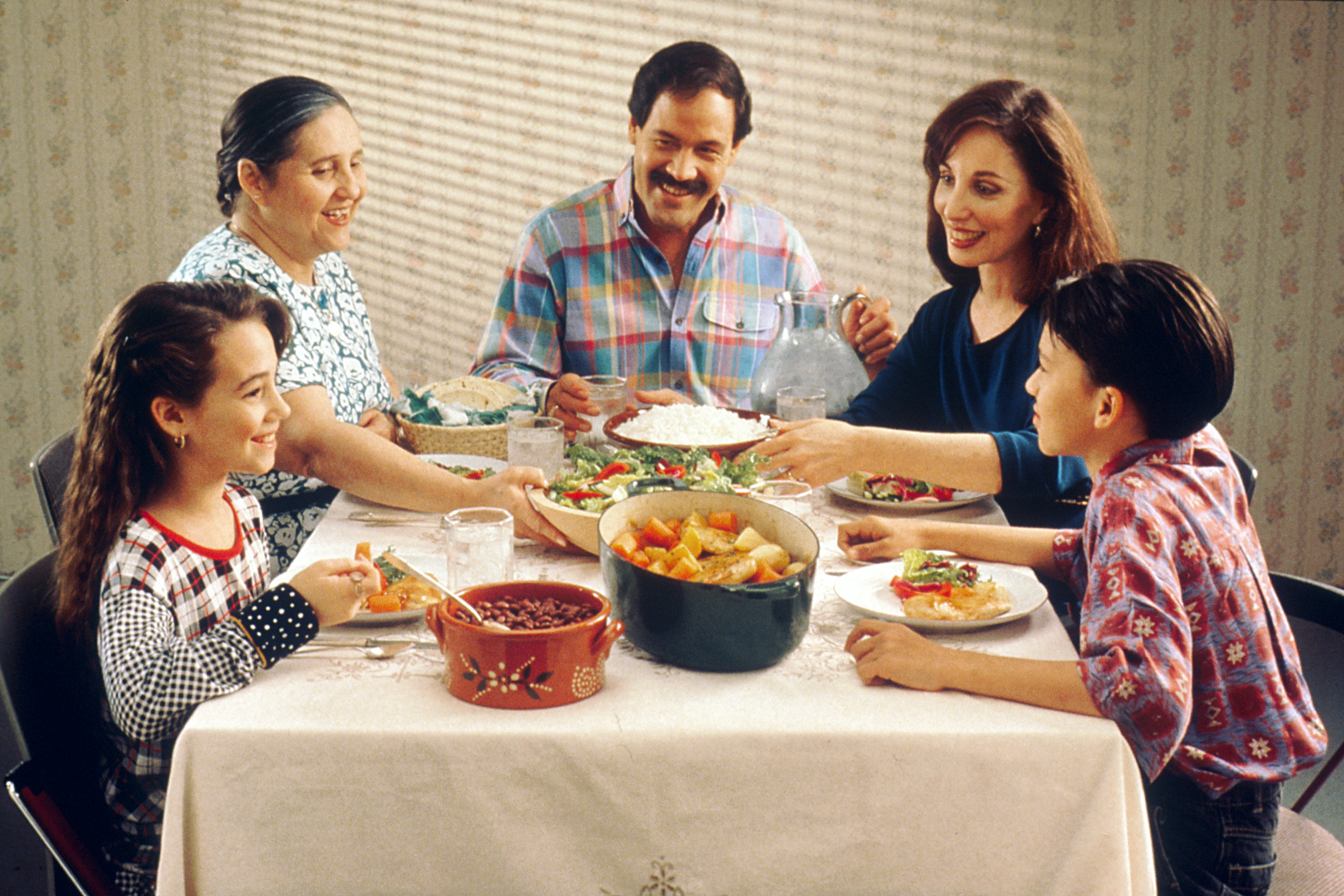
Семья — основная референтная группа, оказывает сильное влияние на отношения и поведение.

Рефере́нтная гру́ппа — это социальная группа, которая служит для индивида своеобразным стандартом, системой отсчёта для себя и других, а также источником формирования социальных норм и ценностных ориентаций. Термин «референтная группа» утвердился в социологии благодаря Р. Мертону.

## Классификация групп
По выполняемым функциям различают нормативные и сравнительные референтные группы, по факту членства в группе — группы присутствия и идеальные, в соответствии с согласием или отрицанием индивидом норм и ценностей группы — положительные и отрицательные референтные группы.
Нормативная референтная группа выступает источником норм, регулирующих поведение индивида, ориентиром по ряду значимых для него проблем. В свою очередь, сравнительная референтная группа является для индивида эталоном в оценках себя и окружающих. Одна и та же референтная группа может выступать и как нормативная, и как сравнительная.
Группа присутствия — это референтная группа, членом которой является индивид. Идеальная референтная группа — это группа, на мнение которой индивид ориентируется в своём поведении, в оценках важных для него событий, в субъективных отношениях к другим людям, но в состав которой он по каким-либо причинам не входит. Такая группа бывает для него особо притягательной. Идеальная референтная группа может быть как реально существующей в социальной среде, так и вымышленной (в этом случае эталоном субъективных оценок, жизненных идеалов индивида выступают литературные герои, исторические деятели далёкого прошлого и др.).
Если социальные нормы и ценностные ориентации положительной референтной группы полностью соответствуют представлениям о нормах и ценностях индивида, то система ценностей отрицательной референтной группы при такой же степени значимости и важности оценок и мнения этой группы для индивида чужда и противоположна его ценностям. Поэтому в своём поведении он старается получить негативную оценку, «неодобрение» своих поступков и позиции со стороны этой группы.
В социологии и социальной психологии понятие «референтная группа» используется в основном для объяснения социально-психологических механизмов, участвующих в формировании в индивидуальном сознании установок ценностно-нормативной регуляции личности. В этом плане оно представляет интерес для социологических исследований, связанных с изучением эффективности педагогических и пропагандистских воздействий, так как умение находить и выделять референтные группы существенно упрощает работу по изучению направленности личности и поиск путей целенаправленного влияния на её формирование.